# Asociación Latinoamericana de Derechos Humanos
La Asociación Latinoamericana de Derechos Humanos (ALDHU) es una asociación que busca la promoción de los derechos humanos en América Latina y el Caribe. Tiene su sede en Quito, Ecuador, y cuenta con oficinas regionales y nacionales en más de 20 países del mundo.
Cuenta con estatuto consultivo en el Consejo Económico y Social de las Naciones Unidas (ECOSOC), y en Unesco. Es también órgano consultivo del Parlamento Andino.

## Historia
Fue fundada en 1980, siendo un organismo internacional no gubernamental dedicado a la defensa, promoción y protección de los derechos humanos entendidos desde su perspectiva integral.Su misión oficial es promover «la idea según la cual la democracia y los derechos humanos deben conformar las bases de todo proceso de desarrollo».[cita requerida]
Desde 1995, la ALDHU trabaja con organizaciones indígenas del Alto Marańón con la finalidad de favorecer un proceso de paz alternativo y de conservar el patrimonio ecológico y cultural que Perú y Ecuador comparten en la región amazónica.

## Autoridades

### Autoridades regionales
- Presidente: Juan Pablo Letelier Morel (Chile).
- Secretario general: Juan de Dios Parra Sepúlveda (Chile).
- Secretaria general adjunta: Serrana Sienra (Uruguay).

### Consejo directivo
[actualizar]
Argentina
- Adolfo Pérez Esquivel

Bolivia
- Jaime Paz Zamora
- Antonio Aranibar Quiroga
- René Blatmann
- Susana Seleme

Brasil
(en proceso de elección)
Colombia
- Horacio Serpa
- Álvaro Tirado Mejía
- Julio Londoño
- Humberto López Ospina

Costa Rica
- Sonia Picado
- Elizabeth Odio

Cuba
- Eusebio Leal Spengler

Chile
- Juan Somavía Altamirano
- Luis Maira Aguirre
- Roberto Garretón
- José Antonio Viera Gallo
- Fabiola Letelier
- Isabel Margarita Morel

Ecuador
- Rodrigo Borja
- Mons. Alberto Luna Tobar
- Paco Moncayo

El Salvador
- Nidia Díaz

Guatemala
- Eduardo Stein
- Rigoberta Menchú
- Frank La Rué

Haití
(en proceso de elección)
Honduras
- Carlos Eduardo Reyna

Jamaica
- Karl Rattray

México
- Rodolfo Stavenhagen
- Margarita Zapata

Nicaragua
- Vilma Núñez de Scorcia
- Ernesto Cardenal

Panamá
- Nils Castro (vicepresidente para América Central)

Paraguay
- José Félix Fernández Estigarribia

Perú
- Armando Villanueva

Puerto Rico
- Rubén Berrios

República Dominicana
- Peggy Cabral de Peña Gómez (vicepresidenta para El Caribe)

Uruguay
- Julio María Sanguinetti
- Juan Raúl Ferreira
- Gerónimo Cardoso

Venezuela
(en proceso de selección)

#### Nominados por el Consejo en octubre de 2011,  en proceso de incorporación
Argentina
- Leandro Despouy
- Raúl Zaffaroni

Bolivia
- Rolando Villena

Colombia
- Aníbal Gaviria Correa

Ecuador
- Lenin Moreno

Honduras
- Carlos Eduardo Reyna

México
- Beatriz Paredes Rangel

Perú
- Pablo Rojas

Uruguay
- Mónica Xavier

Directorio de ALDHU en Chile
- Presidente: Juan Pablo Letelier Morel.
- Vicepresidente: Juan de Dios Parra Sepúlveda.
- Secretaria: María Verónica Bastías González.
- Tesorero: Ronald Wilson Arenas.
- Directora: Serrana Siernra Barboza.